# Áyios Nikólaos Monemvasiás
Áyios Nikólaos Monemvasiás (Agios Nikolaos Monemvasias) är en ort i Grekland.   Den ligger i prefekturen Lakonien och regionen Peloponnesos, i den södra delen av landet, 160 km söder om huvudstaden Aten. Áyios Nikólaos Monemvasiás ligger 412 meter över havet och antalet invånare är 142.
Terrängen runt Áyios Nikólaos Monemvasiás är huvudsakligen lite kuperad. Áyios Nikólaos Monemvasiás ligger uppe på en höjd. Närmaste större samhälle är Monemvasía, 8,1 km öster om Áyios Nikólaos Monemvasiás. 